# Schweizer Skimeisterschaften 1944
Die Schweizer Skimeisterschaften 1944 fanden vom 3. bis zum 5. März 1944 in Gstaad und am 20. Februar 1944 in Airolo statt. Ausgetragen wurden im Skilanglauf die Distanzen 18 km und 50 km. Beim 18-km-Lauf wurde Max Müller und beim 50-km-Lauf Hans Schoch Erster. Das Skispringen gewann Niklaus Stump und die Nordische Kombination Otto von Allmen. Im Ski Alpin wurden die Disziplinen Abfahrt und Slalom ausgetragen. Dabei gewann Peter Kaufmann die Abfahrt und Otto von Allmen das Slalomrennen sowie abschliessend die Alpine Kombination. Bei den Frauen siegte Hedy Schlunegger in der Abfahrt und Antoinette Meyer im Slalom. In der Wertung der Alpinen Kombination bei den Frauen wurde Erika Paroni-Gasche Erste. Schweizer Skimeister wurde Otto von Allmen, der die Vierer Kombinationswertung gewann.

## Vierer Kombination Männer
Die Kombination wurde über eine Punktewertung aus den Ergebnissen von Abfahrt, Skisprung, 18-km-Lauf und Slalom berechnet.
| Platz | Name              | Verein      | Punkte |
| ----- | ----------------- | ----------- | ------ |
| 01    | Otto von Allmen   | Wengen      | 37,13  |
| 02    | Jakob Steiner     | Unterwasser | 64,38  |
| 03    | Niklaus Stump     | Unterwasser | 70,12  |
| 04    | Martin Zimmermann | SC Davos    | 74,22  |
| 05    | Pius Russi        | Andermatt   | 83,07  |
| 06    | Hans Regli        | Andermatt   | 106,30 |

## Skilanglauf

### 18 km
| Platz | Name               | Verein         | Zeit (std) |
| ----- | ------------------ | -------------- | ---------- |
| 01    | Max Müller         | Siders         | 1:12:46    |
| 02    | Edi Schild         | SC Kandersteg  | 1:14:52    |
| 03    | Otto von Allmen    | Wengen         | 1:15:11    |
| 04    | Niklaus Stump      | Unterwasser    | 1:15:30    |
| 05    | Hans Schoch        | Urnäsch        | 1:16:28    |
| 06    | Adolf Freiburghaus | Chaux-de-Fonds | 1:17:21    |

Datum: Samstag, 4. März 1944
 Max Müller aus Siders holte mit einer Zeit von 1:12:46 Stunden und mit zwei Minuten und sechs Sekunden Vorsprung auf Edi Schild und Otto von Allmen den Schweizer Meistertitel. Der Vorjahressieger Willy Bernath war nicht am Start.

### 50 km
| Platz | Name            | Verein         | Zeit (std) |
| ----- | --------------- | -------------- | ---------- |
| 01    | Hans Schoch     | Urnäsch        | 3:50:00    |
| 02    | Max Müller      | Siders         | 3:52:38    |
| 03    | Georges Crettex | Champex        | 3:58:09    |
| 04    | Victor Borghi   | Les Diablerets | 3:59:35    |
| 05    | Charles Baud    | Le Brassus     | 4:03:19    |
| 06    | Vital Vouardoux | Grimentz       | 4:05:23    |

Datum: Sonntag, 20. Februar 1944

 Den 50-km-Lauf gewann Hans Schoch aus Urnäsch in einer Zeit von 3:50:00 Stunden und mit zwei Minuten und 38 Sekunden Vorsprung auf Max Müller. Der Vorjahressieger Adolf Freiburghaus gab vorzeitig auf.

## Nordische Kombination

### Einzel
| Platz | Name              | Ort         | Punkte |
| ----- | ----------------- | ----------- | ------ |
| 01    | Otto von Allmen   | Wengen      | 36,36  |
| 02    | Niklaus Stump     | Unterwasser | 43,83  |
| 03    | Jakob Steiner     | Unterwasser | 52,08  |
| 04    | Pius Russi        | Andermatt   | 55,51  |
| 05    | Martin Zimmermann | SC Davos    | 62,39  |
| 06    | Hans Regli        | Andermatt   | 81,20  |

Datum: Freitag, den 3. März 1944 und Samstag, 4. März 1944

Wie im Vorjahr siegte Otto von Allmen aus Wengen vor Niklaus Stump und Jakob Steiner.

## Skispringen

### Normalschanze
| Platz | Name            | Verein        | Punkte |
| ----- | --------------- | ------------- | ------ |
| 01    | Niklaus Stump   | Unterwasser   | 218,7  |
| 02    | Alfred Kleger   | Unterwasser   | 216,1  |
| 03    | Marcel Reymond  | Ste. Croix    | 214,0  |
| 04    | Rudolf Felber   | SC Kandersteg | 213,5  |
| 05    | Richard Bühler  | Ste. Croix    | 211,8  |
| 06    | Willy Paterlini | Lenzerheide   | 209,2  |

Datum: Sonntag, 5. März 1944

Niklaus Stump aus Unterwasser gewann mit Weiten von 56 und 59 Metern auf der Mattenschanze vor Alfred Kleger und Marcel Reymond seinen ersten Meistertitel. Der Vorjahressieger Georg Keller war nicht am Start.

## Ski Alpin

### Männer

#### Abfahrt
| Platz | Name            | Verein      | Zeit (min) |
| ----- | --------------- | ----------- | ---------- |
| 01    | Peter Kaufmann  | Grindelwald | 3:16,4     |
| 02    | Jean Dormond    | Villars     | 3:17,0     |
| 03    | Otto von Allmen | Wengen      | 3:17,4     |
| 04    | Arnold Ludi     | Gstaad      | 3:19,0     |
| 05    | Edy Reinalter   | St. Moritz  | 3:19,2     |
| 06    | Fritz Kaufmann  | Grindelwald | 3:19,4     |

Datum: Freitag, 3. März 1944

#### Slalom
| Platz | Name               | Verein      | Zeit (min) |
| ----- | ------------------ | ----------- | ---------- |
| 01    | Otto von Allmen    | Wengen      | 1:53,5     |
| 02    | Edy Reinalter      | St. Moritz  | 1:54,8     |
| 03    | Peter Kaufmann     | Grindelwald | 1:59,7     |
| 04    | Bruno Rota         | St. Moritz  | 2:00,8     |
| 05    | Ernst Gamma        | SC Stoos    | 2:03,5     |
| 06    | Arnold Andenmatten | Saas-Fee    | 2:04,7     |

Datum: Sonntag, 5. März 1944

#### Kombination
Die Kombination wurde über eine Punktewertung aus den Ergebnissen von Abfahrt und Slalom berechnet.
| Platz | Name            | Verein      | Punkte |
| ----- | --------------- | ----------- | ------ |
| 01    | Otto von Allmen | Wengen      | 0,50   |
| 02    | Edy Reinalter   | St. Moritz  | 2,07   |
| 03    | Peter Kaufmann  | Grindelwald | 3,32   |

### Frauen

#### Abfahrt
| Platz | Name                | Verein      | Zeit (min) |
| ----- | ------------------- | ----------- | ---------- |
| 01    | Hedy Schlunegger    | Wengen      | 2:25,0     |
| 02    | Anni Maurer         | SC Davos    | 2:27,4     |
| 03    | Trina Steiner       | Unterwasser | 2:31,4     |
| 04    | Erika Paroni-Gasche | Gstaad      | 2:32,0     |
| 05    | Verena Keller       | Zürich      | 2:35,2     |

Datum: Freitag, 3. März 1944

#### Slalom
| Platz | Name                | Verein      | Zeit (min) |
| ----- | ------------------- | ----------- | ---------- |
| 01    | Antoinette Meyer    | Hospenthal  | 2:16,7     |
| 02    | Erika Paroni-Gasche | Gstaad      | 2:18,4     |
| 03    | Anni Maurer         | SC Davos    | 2:27,2     |
| 04    | Dora Meier          | Zürich      | 2:30,5     |
| 05    | Elisa Darnutzer     | SC Davos    | 2:31,0     |
| 06    | Trina Steiner       | Unterwasser | 2:33,5     |

Datum: Samstag, 4. März 1944

#### Kombination
Die Kombination wurde über eine Punktewertung aus den Ergebnissen von Abfahrt und Slalom berechnet.
| Platz | Name                | Verein      | Punkte |
| ----- | ------------------- | ----------- | ------ |
| 01    | Erika Paroni-Gasche | Gstaad      | 5,31   |
| 02    | Anni Maurer         | SC Davos    | 6,19   |
| 03    | Hedy Schlunegger    | Wengen      | 8,69   |
| 04    | Trina Steiner       | Unterwasser | 11,57  |
| 05    | Verena Keller       | Zürich      | 14,69  |
| 06    | Elisa Darnutzer     | SC Davos    | 16,06  |

Datum: Freitag, 3. März 1944 und Sonntag, 4. März 1944